# Daniel Espinosa
Jorge Daniel Espinosa (Trångsund vagy Svédország, 1977. március 23. –) chilei származású svéd filmrendező.

## Életpályája
A dán Nemzeti Filmiskolába járt, ahol 2001-ben végzett.
Harmadik nagyjátékfilmje, az Instant dohány (2010) a legtöbbet vetített svéd film volt Svédországban a 2010-es év során. Tárgyalt az Assassin’s Creed filmadaptációjának rendezéséről, de végül Justin Kurzel helyettesítette.

## Filmográfia

### Film
| Év   | Magyar cím         | Angol cím              | Eredeti cím          | Ország           | Megjegyzés      |
| ---- | ------------------ | ---------------------- | -------------------- | ---------------- | --------------- |
| 2003 |                    | The Boxer              | Bokseren             | Dánia            | Rövid diákfilm  |
| 2004 | Babylon kór        | Babylon Disease        | Babylonsjukan        | Svédország       |                 |
| 2007 | Tradíciók markában | Outside love           | Uden for kærligheden | Dánia            |                 |
| 2010 | Instant dohány     | Easy Money             | Snabba Cash          | Svédország       |                 |
| 2012 | Védhetetlen        | Safe House             |                      | Egyesült Államok |                 |
| 2015 | A 44. gyermek      | Child 44               |                      | US/UK/Cz/Ro/Ru   |                 |
| 2017 | Élet               | Life                   |                      | Egyesült Államok |                 |
| 2022 | Morbius            | Morbius                |                      | Egyesült Államok | poszt-produkció |
| 2022 |                    | The Anarchists Vs ISIS |                      | Egyesült Államok | producer is     |